# Roberto Marcelino Ortiz
Roberto Marcelino Ortiz (Buenos Aires, 24 de setembre de 1886 – ídem., 15 de juliol de 1942) fou un polític argentí, president del seu país entre 1938 i 1942.
Roberto M. Ortiz va néixer a Buenos Aires. Fill d'immigrants, els seus pares eren bascos-espanyols, nascuts, el pare a Zalla, Biscaia i la mare a Yanzi, Navarra.
Com estudiant de la Universitat de Buenos Aires, va participar de la fallida Revolució de 1905, realitzada per la Unió Cívica Radical, partit al qual va pertànyer fins a 1925. El 1909 es va graduar de la universitat amb el títol d'advocat.
El 1920 va ser elegit diputat nacional. Va formar part del sector de la Unió Cívica Radical que va qüestionar a Hipólito Yrigoyen per les seves actituds autoritàries i van ser coneguts com a antipersonalistes. El 1925 es va separar de la UCR per a fundar al costat d'altres radicals la Unió Cívica Radical Antipersonalista. Entre 1925 i 1928, va exercir com a Ministre d'Obres Públiques del president Marcelo Torcuato de Alvear.
Ortiz va donar suport actiu al cop d'estat militar que va derrocar al President Hipólito Yrigoyen el 1930. El 1931 va contribuir a formar la Concordança, una coalició dels partits Demòcrata Nacional, Unió Cívica Radical Antipersonalista, i Socialista Independent, que va sostenir el règim policial i fraudulent que va governar fins al 1943, conegut amb el nom de Dècada infame.
Dintre d'aquest règim va ser Ministre d'Hisenda del General Agustín P. Justo des de 1935 fins al 1937.
En les eleccions presidencials de 1937, Ortiz (de l'ala radical) va ser acompanyat per un company de fórmula de l'ala conservadora de la Concordança: Ramón Castillo. Les eleccions van ser guanyades per la fórmula oficialista les quals han estat reconegudes públicament com a fraudulentes.

## Obra de govern
Ortiz va intentar impulsar sense resultat reformes que permetessin establir un règim democràtic. Una de les mesures més controvertides del seu mandat fou la circular secreta antisemita signada el 1938 pel canceller també radical José María Cantilo, que va ordenar "a cònsols argentins a Europa negar visats a 'indesitjables o expulsats', en al·lusió a ciutadans jueus d'aquest continent".
Poc després que assumís com a president, Ortiz va emmalaltir seriosament de diabetis, malaltia que després el deixaria completament cec, producte d'aquesta malaltia, va haver de renunciar i deixar el càrrec en mans del vicepresident de la República Ramón Castillo qui durant el seu govern esclataria la Segona Guerra Mundial.